# Castletown (Man)
Castletown (Manx-Gaelisch: Balley Chashtal) is een plaats op het Britse eiland Man. Het is de op drie na grootste plaats, na de hoofdstad Douglas, Ramsey en Peel. Castletown is vroeger de hoofdstad van Man geweest. In 1979 werd ter gelegenheid van de 1000e verjaardag van de Tynwald, het parlement van Man, de Millennium Way aangelegd tussen Ramsey en Castletown. De weg volgt volgens toeristengidsen de "via regia" (koninklijke weg) van de haven van Ramsey naar Castle Rushen, een route die te voet moest worden afgelegd. Dit schijnt echter een geval van "invention of tradition" te zijn.

## Locatie
Castletown ligt helemaal in het zuiden van het eiland Man, Douglas ligt op 14 kilometer in het noordoosten. Ramsey ligt op 32 kilometer in het noordoosten en Peel op 16 kilometer in het noorden.
De A3 verbindt Castletown met Ramsey en de A12 met Derbyhaven.

## Sport
- De voetbalclub Castletown Metropolitan FC (CMFC) speelt zijn thuiswedstrijden in Castletown.

## Galerij

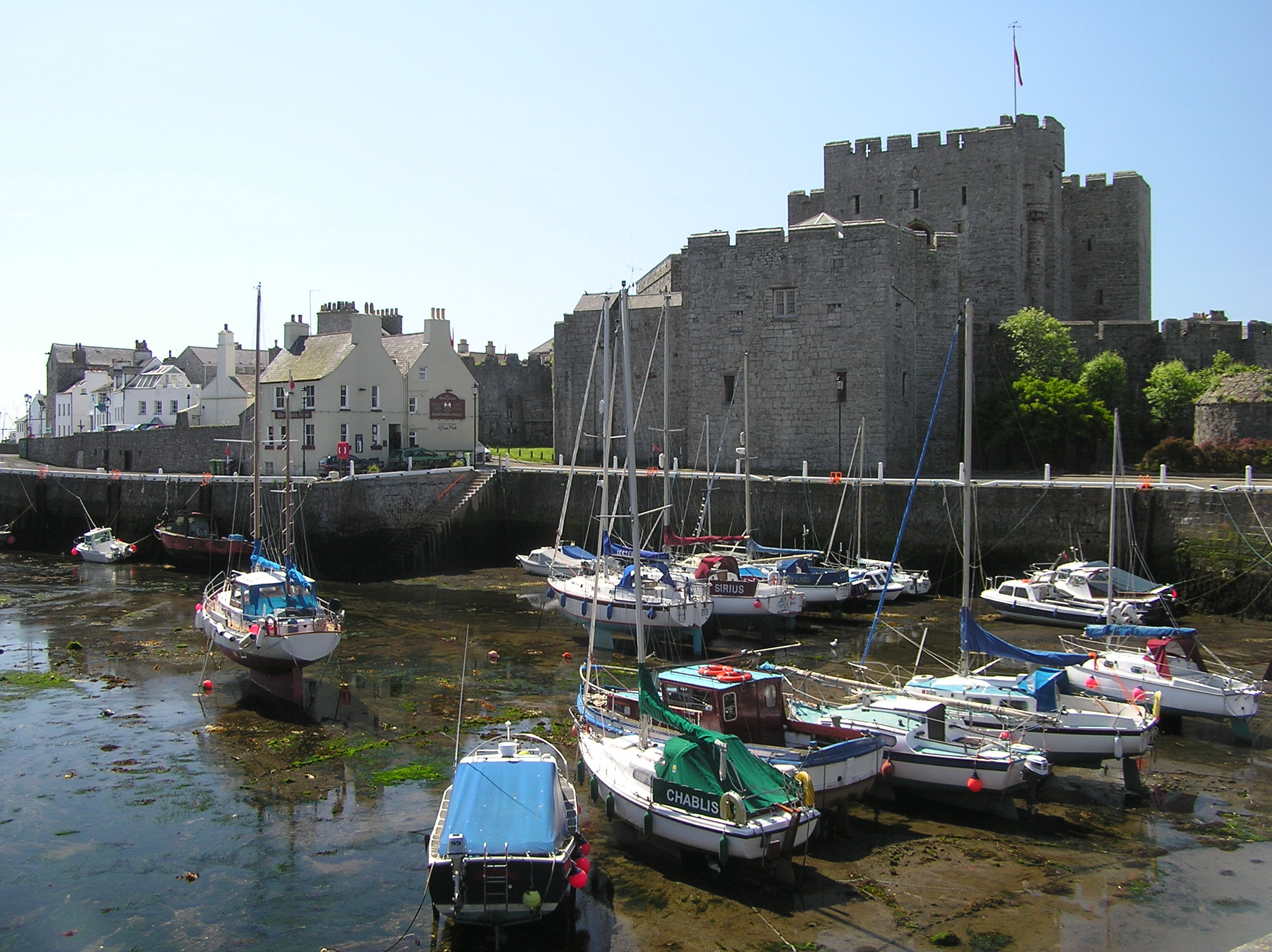
Castle Rushen, het kasteel waar waarschijnlijk de naam Castletown vandaan komt.
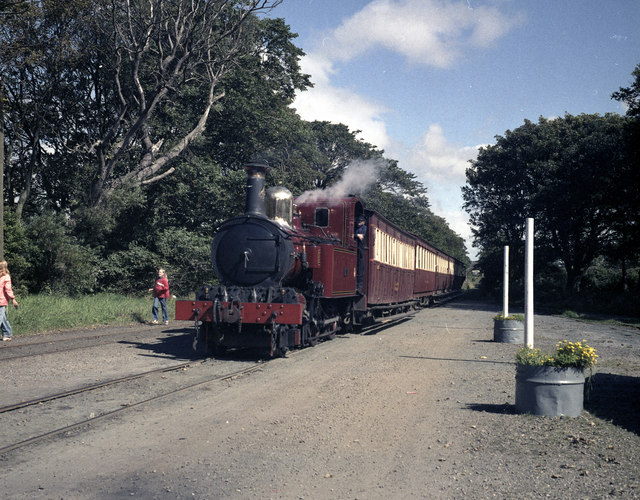
Historische trein op het station van Castletown.
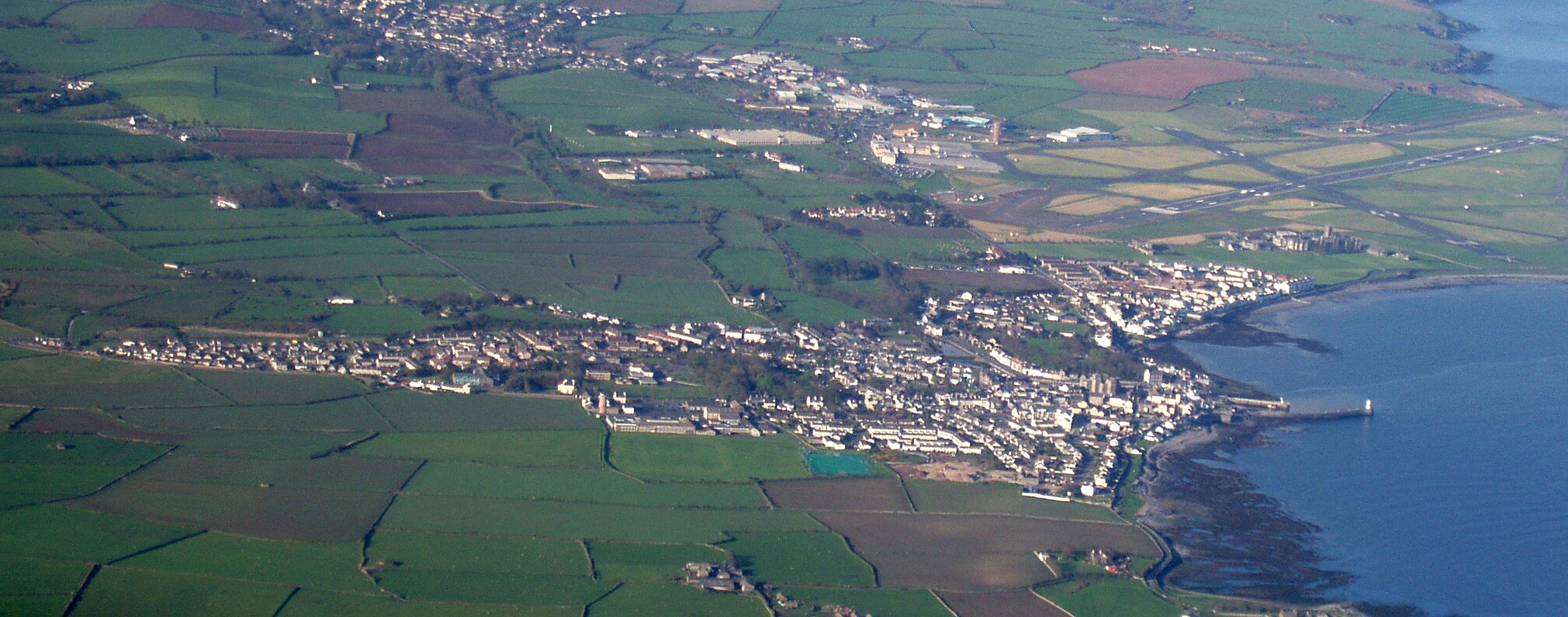
Luchtfoto.